# Comuna Mala Vasîlivka, Liubașivka
Mala Vasîlivka (în ucraineană Мала Василівка) este o comună în raionul Liubașivka, regiunea Odesa, Ucraina, formată din satele Komarivka, Mala Vasîlivka (reședința), Mîhailivka, Novooleksandrivka și Velîka Vasîlivka.

## Demografie
Componența lingvistică a comunei Mala Vasîlivka
     Ucraineană (96,02%)
     Română (2,22%)
     Rusă (1,57%)
Conform recensământului din 2001, majoritatea populației comunei Mala Vasîlivka era vorbitoare de ucraineană (96,02%), existând în minoritate și vorbitori de română (2,22%) și rusă (1,57%).